# تپه قز تپه سی
تپه قز تپه سی مربوط به دوران‌های تاریخی پس از اسلام است و در شهرستان بویین زهرا، بخش آبگرم، روستای آروچان واقع شده و این اثر در تاریخ ۲۲ مرداد ۱۳۸۴ با شمارهٔ ثبت ۱۳۲۳۶ به‌عنوان یکی از آثار ملی ایران به ثبت رسیده است.